# Коврыжкин, Сергей Евгеньевич
Сергей Евгеньевич Коврыжкин (укр. Сергій Євгенович Коврижкін; 2 июля 1979, Керчь, СССР — 11 июля 2009) — украинский футболист, нападающий.

## Биография
Воспитанник симферопольского спортинтерната.
Выступал за «Таврию», в которой сыграл 1 матч. Также играл за «Динамо» из города Саки, «Освиту» из города Керчь, «Явор» из Краснополья, «Явор-Сумы».
В 1999 перешёл в одесский «Черноморец», в котором сыграл 3 матча, в 2000 году играл за дубль московского «Спартака».
Дальше в его карьере были клубы любительской, Второй и Первой лиги. Самые известные «Полесье», «Подолье», «Оболонь». Последним клубом стал крымский «ИгроСервис», в котором провёл 30 матчей и забил 3 мяча.
Трагически погиб при купании в море 11 июля 2009 года.